# Georges Winckelmans

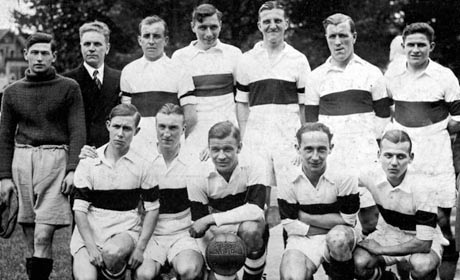
Winckelmans (untere Reihe, 1. v. rechts) mit der Meistermannschaft 1933

Georges Fernand Olivier Winckelmans (* 14. Juli 1910 in Lambersart; † 13. November 1991 in Armentières) war ein französischer Fußballspieler und -trainer.

## Spielerkarriere
Der 177 Zentimeter große Stürmer Winckelmans, der meist als Rechtsaußen aufgeboten wurde, stand von 1929 an im Kader des nordfranzösischen Klubs Olympique Lille. Mit diesem spielte er um 1930 in der Division d’Honneur als höchste regionale Amateurliga und nahm zudem am landesweiten Pokalwettbewerb teil. Als 1932 die Division 1 als landesweite erste Liga geschaffen wurde und den Profifußball in Frankreich begründete, zählte er gemeinsam mit seinen Mannschaftskameraden zu den Pionieren der Spielklasse. Er nahm von Beginn an einen festen Platz in der ersten Elf ein und schaffte mit der Mannschaft den Gruppensieg der im Premierenjahr noch zweigleisig ausgetragenen Liga. Im Endspiel um die Meisterschaft gegen die AS Cannes stand er auf dem Platz, erzielte den Treffer zum 3:1-Zwischenstand sowie das entscheidende Tor zum 4:3-Endstand. Damit gehörte er der Meistermannschaft von 1933 an, die die ersten Titelträger in Zeiten des bezahlten Fußballs umfasste.
Im Anschluss an seinen einzigen nationalen Titelgewinn büßte Winckelmans mannschaftsintern zunehmend seine Rolle ein und kam im Verlauf der Spielzeit 1934/35 nicht mehr über gelegentliche Einsätze hinaus. Dazu konnte der Spieler, der trotz seiner Rolle beim Finalspiel 1933 in der Regel keine großen Erfolge als Torjäger zu verbuchen hatte, kein einziges Saisontor erzielen. Dies führte dazu, dass er Lille 1935 den Rücken kehrte und zum Lokalrivalen RC Roubaix in die zweite Liga wechselte. Mit neun Toren in der Saison 1935/36 stellte er seinen persönlichen Bestwert auf und hatte damit Anteil am Aufstieg seines Vereins im Jahr 1936. Dennoch kehrte er zur selben Zeit nach Lille zurück, wo er fortan wieder regelmäßige Einsätze verbuchte, ohne fest gesetzt zu sein. Mit dem Verein zog er ins nationale Pokalfinale 1939 ein, stand aber nicht auf dem Platz und musste eine 1:3-Niederlage seiner Kameraden gegen Racing Paris hinnehmen. Als im selben Jahr der Zweite Weltkrieg begonnen wurde, kam der reguläre Spielbetrieb zum Erliegen und Winckelmanns beendete nach 109 Erstligapartien mit 21 Toren sowie 22 Zweitligapartien mit neun Toren seine aktive Laufbahn.

## Trainerkarriere
1947 kehrte Winckelmans in den Profibereich zurück, als er beim unter anderem aus seinem Ex-Verein RC Roubaix hervorgegangenen Erstligisten CO Roubaix-Tourcoing als Trainer eingestellt wurde. Nach einem Jahr mit einem achten Tabellenplatz wechselte er 1948 zum Ligarivalen SO Montpellier, wo er bis zum Abstieg des Vereins im Jahr 1950 im Amt blieb. Danach übernahm er keinen weiteren Trainerposten in den oberen Ligen.